# ピンカス・スタインバーグ
ピンカス・スタインバーグ（Pinchas Steinberg, 1945年12月13日 - ）は、イスラエルの指揮者、ヴァイオリニスト。

## 略歴
テルアヴィヴの生まれのアシュケナジム・ユダヤ人。父はドイツ、ケルン出身の指揮者ウィリアム・スタインバーグ。
イスラエルとアメリカでヴァイオリンを学び、シカゴ・リリック・オペラのオーケストラのコンサートマスターを務める。その後指揮者へ転身し、ヨーロッパ各地の歌劇場や音楽祭で指揮する。
派手さはないが、手堅い指揮ぶりには良い意味での職人気質を感じることができる。ウィーン国立歌劇場にかなり長い間招かれ、イタリア・オペラを指揮した。その後シュトゥットガルト放送交響楽団にも招かれ、フランクの交響詩『呪われた狩人』などの演奏を残している。